# Konawa (Oklahoma)
Konawa es una ciudad ubicada en el condado de Seminole en el estado estadounidense de Oklahoma. En el año 2010 tenía una población de 1298 habitantes y una densidad poblacional de 370,86 personas por km².

## Geografía
Konawa se encuentra ubicada en las coordenadas 34°57′33″N 96°45′10″O / 34.95917, -96.75278 (34.959284, -96.752863).

## Demografía
Según la Oficina del Censo en 2000 los ingresos medios por hogar en la localidad eran de $17,300 y los ingresos medios por familia eran $23,375. Los hombres tenían unos ingresos medios de $21,771 frente a los $15,208 para las mujeres. La renta per cápita para la localidad era de $10,474. Alrededor del 31.5% de la población estaban por debajo del umbral de pobreza.